# Saxifraga mertensiana
Saxifraga mertensiana es una planta herbácea de la familia de las saxifragáceas. Es originaria de Norteamérica.

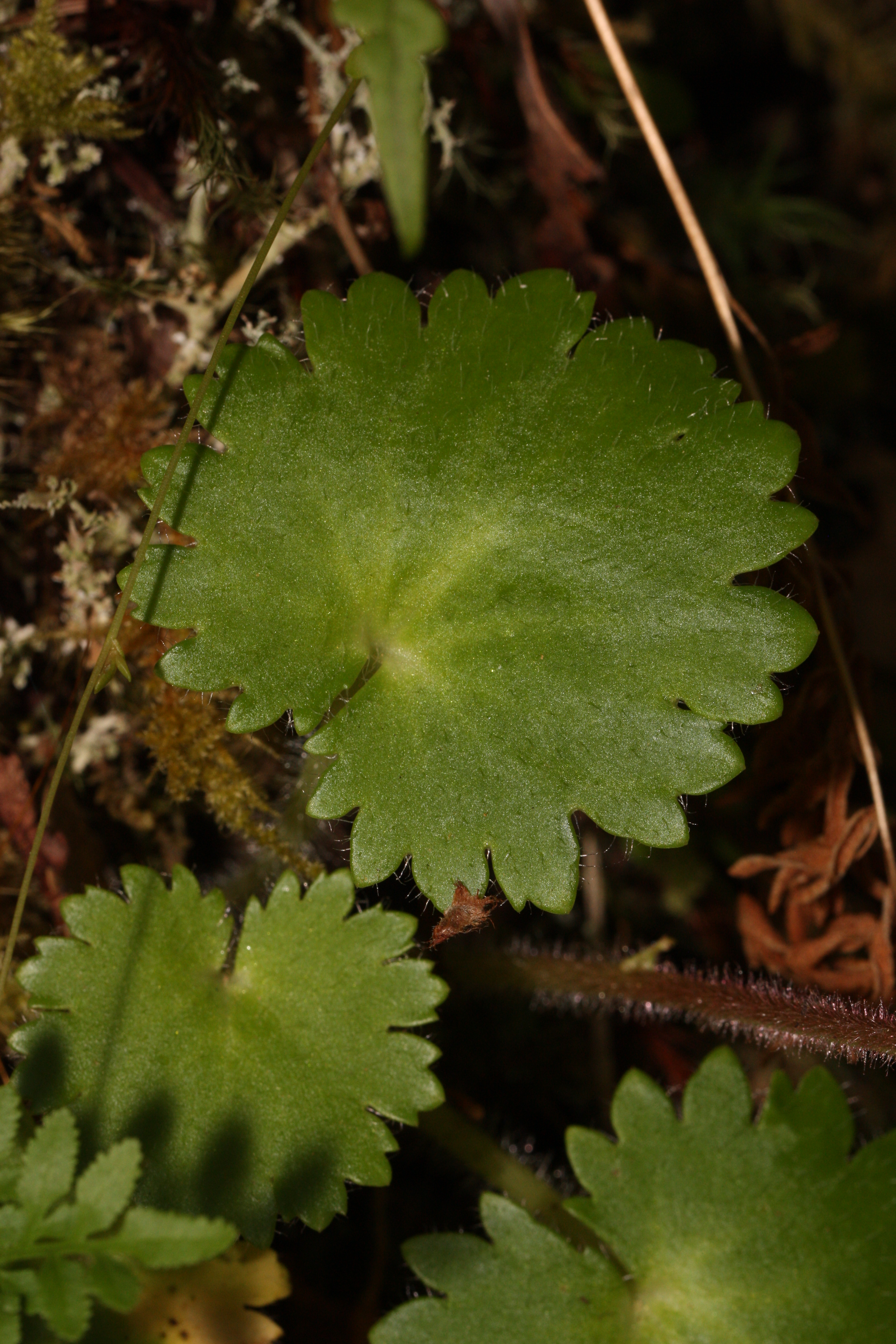
Hojas

## Descripción
Son plantas solitarias o en grupos, no estolonífera, con caudex o corto rizomatosa. Hojas basales y caulinares, (las basales persistentes, las caulinarias ± poco visibles); pecíolo redondeado, de 2-20 mm;  hoja reniforme, irregularmente superficialmente lobuladas, e 20-80 (-100) mm, fina, márgenes aserrados. Las inflorescencias con una 30 + flores, en tirsos, ramificados, normalmente algunas o todas las flores sustituidas por bulbillos (a veces bulbillos ausentes), de 15-40 cm, púrpura oscuro con punta stipitate-glandular; brácteas (± discreta), pecioladas o sésiles. Tiene un número de cromosomas de 2n = 36, ca. 48, 50.

## Taxonomía
Saxifraga mertensiana fue descrita por August Gustav Heinrich von Bongard y publicado en Mémoires de l'Académie Imperiale des Sciences de St.-Pétersbourg. Sixième Série. Sciences Mathématiques, Physiques et Naturelles 2(2): 141. 1832.
Etimología
Saxifraga: nombre genérico que viene del latín saxum, ("piedra") y frangere, ("romper, quebrar"). Estas plantas se llaman así por su capacidad, según los antiguos, de romper las piedras con sus fuertes raíces. Así lo afirmaba Plinio, por ejemplo.
mertensiana: epíteto que significa "como Mertensia.
Variedades aceptadas
- Saxifraga mertensiana f. eastwoodiae (Small) B. Boivin

Sinonimia
- Saxifraga mertensiana f. mertensiana[4]